# Humbug
Humbug — третій студійний альбом англійського гурту Arctic Monkeys, вперше випущений 19 серпня 2009 року на лейблі Domino Records. Гурт почав писати новий матеріал для альбому наприкінці літа 2008 року і повністю завершив його навесні 2009 року. Як і їхній попередній реліз, Favourite Worst Nightmare (2007), Humbug був випущений спочатку в Японії, а потім в Австралії, Бразилії, Ірландії та Німеччині 21 серпня 2009 року. Згодом, 24 серпня 2009 року, він вийшов у Великій Британії, наступного дня — у США, а 31 серпня — у Греції.
Реліз альбому передував хедлайнерським виступам гурту на фестивалі Редінг і Лідс наприкінці того ж тижня. Він очолив британський чарт і отримав платинову сертифікацію у Великій Британії. Хоча Humbug не отримав такого визнання критиків, як Whatever People Say I Am, That's What I'm Not (2006) і Favourite Worst Nightmare (2007), він все ж отримав загалом позитивні відгуки, причому критики відзначали, що гурт розширив своє звучання і тематику, в той час як тон альбому був визнаний більш похмурим, ніж на попередніх записах гурту. Ретроспективно Humbug вважається одним з найважливіших альбомів гурту, багато хто відзначає, що він містить різні музичні стилі та ліричні теми, які гурт продовжить досліджувати у наступних релізах.

## Список пісень
| #   | Назва                  | Тривалість |
| --- | ---------------------- | ---------- |
| 1.  | «My Propeller»         | 3:27       |
| 2.  | «Crying Lightning»     | 3:43       |
| 3.  | «Dangerous Animals»    | 3:30       |
| 4.  | «Secret Door»          | 3:43       |
| 5.  | «Potion Approaching»   | 3:32       |
| 6.  | «Fire and the Thud»    | 3:57       |
| 7.  | «Cornerstone»          | 3:17       |
| 8.  | «Dance Little Liar»    | 4:43       |
| 9.  | «Pretty Visitors»      | 3:40       |
| 10. | «The Jeweller's Hands» | 5:42       |

| Японські бонус-треки | Японські бонус-треки                                    | Японські бонус-треки |
| #                    | Назва                                                   | Тривалість           |
| -------------------- | ------------------------------------------------------- | -------------------- |
| 11.                  | «I Haven't Got My Strange»                              | 1:29                 |
| 12.                  | «Red Right Hand» (кавер на Nick Cave and the Bad Seeds) | 4:19                 |

| iTunes бонус-треки | iTunes бонус-треки | iTunes бонус-треки |
| #                  | Назва              | Тривалість         |
| ------------------ | ------------------ | ------------------ |
| 11.                | «Sketchead»        | 2:02               |

## Учасники запису
- Алекс Тернер — вокал, гітара, орган
- Джеймі Кук — соло-гітара
- Нік О'Меллі — бас-гітара, бек-вокал
- Мет Хелдерс — барабани, бек-вокал
- Джош Хомм — бек-вокал в піснях «Dangerous Animals», «Potion Approaching» і «I Haven't Got My Strange»[16], дзвіночки в «The Jeweller's Hands»[17]
- Джон Ештон — ритм-гітара, клавішні, бек-вокал, електричне піаніно, орган
- Елісон Моссхарт — запрошена для бек-вокалу в «Fire and the Thud»[18]

Усі слова пісень написані Алексом Тернером.

## Чарти
| Чарт (2009)                                          | Найвища позиція |
| ---------------------------------------------------- | --------------- |
| Австралія Australian Albums (ARIA)                   | 2               |
| Австрія Austrian Albums (Ö3 Austria)                 | 7               |
| Бельгія Belgian Albums (Ultratop Flanders)           | 1               |
| Бельгія Belgian Albums (Ultratop Wallonia)           | 4               |
| Канада Canadian Albums (Billboard)                   | 6               |
| Данія Danish Albums (Hitlisten)                      | 4               |
| Нідерланди Dutch Albums (MegaCharts)                 | 2               |
| Фінляндія Finnish Albums (Suomen virallinen lista)   | 11              |
| Франція French Albums (SNEP)                         | 2               |
| Німеччина German Albums (Offizielle Top 100)         | 4               |
| Греція Greek Albums (IFPI)                           | 17              |
| Ірландія Irish Albums (IRMA)                         | 1               |
| Італія Italian Albums (FIMI)                         | 17              |
| Japanese Albums (Oricon)                             | 3               |
| Mexican Albums (Top 100 Mexico)                      | 23              |
| Нова Зеландія New Zealand Albums (Recorded Music NZ) | 3               |
| Норвегія Norwegian Albums (VG-lista)                 | 7               |
| Польща Polish Albums (ZPAV)                          | 49              |
| Португалія Portuguese Albums (AFP)                   | 7               |
| Шотландія Scottish Albums (OCC)                      | 1               |
| Іспанія Spanish Albums (PROMUSICAE)                  | 5               |
| Швеція Swedish Albums (Sverigetopplistan)            | 12              |
| Швейцарія Swiss Albums (Schweizer Hitparade)         | 7               |
| Велика Британія UK Albums (OCC)                      | 1               |
| США Billboard 200                                    | 15              |
| США Independent Albums (Billboard)                   | 1               |
| США Top Alternative Albums (Billboard)               | 4               |

## Сертифікації
| Регіон                                             | Сертифікація | Продажі  |
| -------------------------------------------------- | ------------ | -------- |
| Велика Британія (BPI)                              | Платиновий   | 300 000^ |
| ^відвантаження, що базуються лише на сертифікаціях |              |          |